# Prince George megye
Prince George megye az Amerikai Egyesült Államokban, azon belül Virginia államban található. Megyeszékhelye Prince George, legnagyobb városa Fort Lee. Lakosainak száma 43 010 fő (2020. április 1.). Prince George megye Charles City, Sussex, Surry, Dinwiddie, Petersburg, Colonial Heights, Chesterfield és Hopewell megyékkel határos.

## Népesség
A megye népességének változása:
| Lakosok száma | 35 602 | 36 639 | 36 986 | 37 253 | 37 862 | 43 010 |
|               | 2010   | 2011   | 2012   | 2013   | 2015   | 2020   |